# Jules Gagniet
Jacques Gagné, dit Jules Gagniet (Saint-Priest-la-Feuille, 31 août 1820 - Paris 6e, 23 avril 1864), est un artiste peintre, dessinateur et illustrateur français.

## Biographie

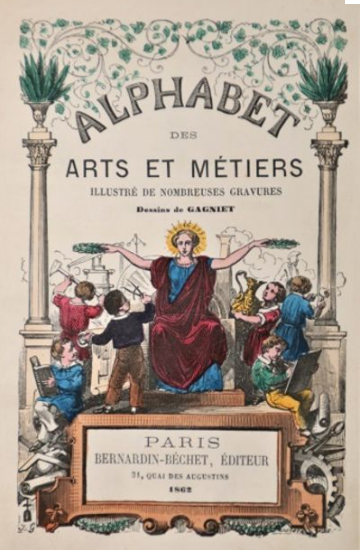
Couverture de lAlphabet des arts et métiers (1862).

Originaire de la département de la Creuse, Jacques Jules Gagniet entre en mars 1836 aux Beaux-arts de Paris et reçoit l'enseignement de  Caroline Naudet et Hippolyte Pauquet (1797-1871).
Très tôt, il exerce essentiellement une carrière d'illustrateur à partir de la fin des années 1830 en venant en renfort du Recueil d'objets d'art et de curiosités en collaboration avec Théodore de Jolimont et Caroline Naudet (1837), puis du recueil Meubles et armes du Moyen-Âge conçu par Léon Auguste Asselineau (1840). Il travaille pour la série Physiologie et Le Magasin pittoresque, et de nombreux éditeurs (atlas, guides comme L'Algérie illustré (1844), fascicules encyclopédiques, livres et périodiques pour enfants comme le Le Caracara). L'un de ses fleurons reste l'Alphabet des arts et métiers illustré (Bernardin-Béchet, 1862).
Sa mort est annoncée à la date de fin avril 1864 par la Revue universelle des arts.